# Apoditerij
U starom Rimu, apoditerij (starogrčki: ποδυτήριον – "soba za svlačenje") bio je primarni ulaz u javna kupališta, sastavljen od velike sobe za presvlačenje s pregradama ili policama gdje su građani mogli spremati odjeću i druge stvari tijekom kupanja.
Robovi u privatnom vlasništvu, ili oni unajmljeni u kupalištima (zvani capsarius), brinuli bi se za stvari dok su građani uživali u kupanju. Suvremeni rimski školski udžbenik citira bogatog mladog rimskog školarca koji je ušao u kupelj, ostavivši svog roba u apoditeriju: "Nemojte zaspati, zbog lopova" (ne addormias propter fures, CGL 3.651.10). Bogata osoba je čak mogla povesti više od jednog roba sa sobom, jer je paradiranje robova u kupkama bio način da se pokaže nečiji povišeni društveni status. Za bogate slobodne muškarce i žene robovi su nosili opremu za kupanje: odjeću za vježbanje i kupanje, sandale, platnene ručnike i toaletni pribor koji se sastojao od ulja za pomazanje, parfema, spužve i strigila (zakrivljeni metalni instrumenti koji se koriste za struganje ulja, znoja, i prljavštine s tijela).
U slučaju krađe moglo se odgovoriti molbom za odmazdu nekom od rimskih bogova. Prokletstvo protiv počinitelja ispisano je na pločama i ponuđeno bogovima, od kojih je zatraženo da interveniraju. Mnoge od ovih pločica s prokletstvom pronađene su na izvoru u Bathu u Engleskoj. Jedna od njih glasi: "Solinus božici Sulis Minervi. Dajem vašem božanstvu i veličanstvu [moju] kupaću tuniku i ogrtač. Ne daj sna ni zdravlja onome koji mi je učinio zlo, bio muškarac ili žena, bio rob ili slobodan, osim ako se ne otkrije i donese dobra u tvoj hram."

## Vanjske poveznice
|  | Zajednički poslužitelj ima još gradiva o temi Apoditerij |